# كريستيان جوتلوب هاين
كريستيان جوتلوب هاين (بالألمانية: Christian Gottlob Heyne) ‏(25 سبتمبر 1729 - 14 يوليو 1812) كان باحثًا ألمانيًا كلاسيكيًا وعالم آثار ومديرًا قديمًا لمكتبة جامعة وجوتنجن. كان عضوًا في مدرسة جوتنجن للتاريخ.

## روابط خارجية
- كريستيان جوتلوب هاين على موقع الموسوعة البريطانية (الإنجليزية)